# Stanowa
Stanowa (ukr. Станова) – wieś na Ukrainie, w obwodzie sumskim, w rejonie ochtyrskim, w hromadzie Trostianeć. W 2001 liczyła 856 mieszkańców, spośród których 817 wskazało jako ojczysty język ukraiński, 36 rosyjski, 2 białoruski, a 1 romski.